# 維什尼亞 (利維夫州)
49°40′36″N 23°28′59″E / 49.67667°N 23.48306°E

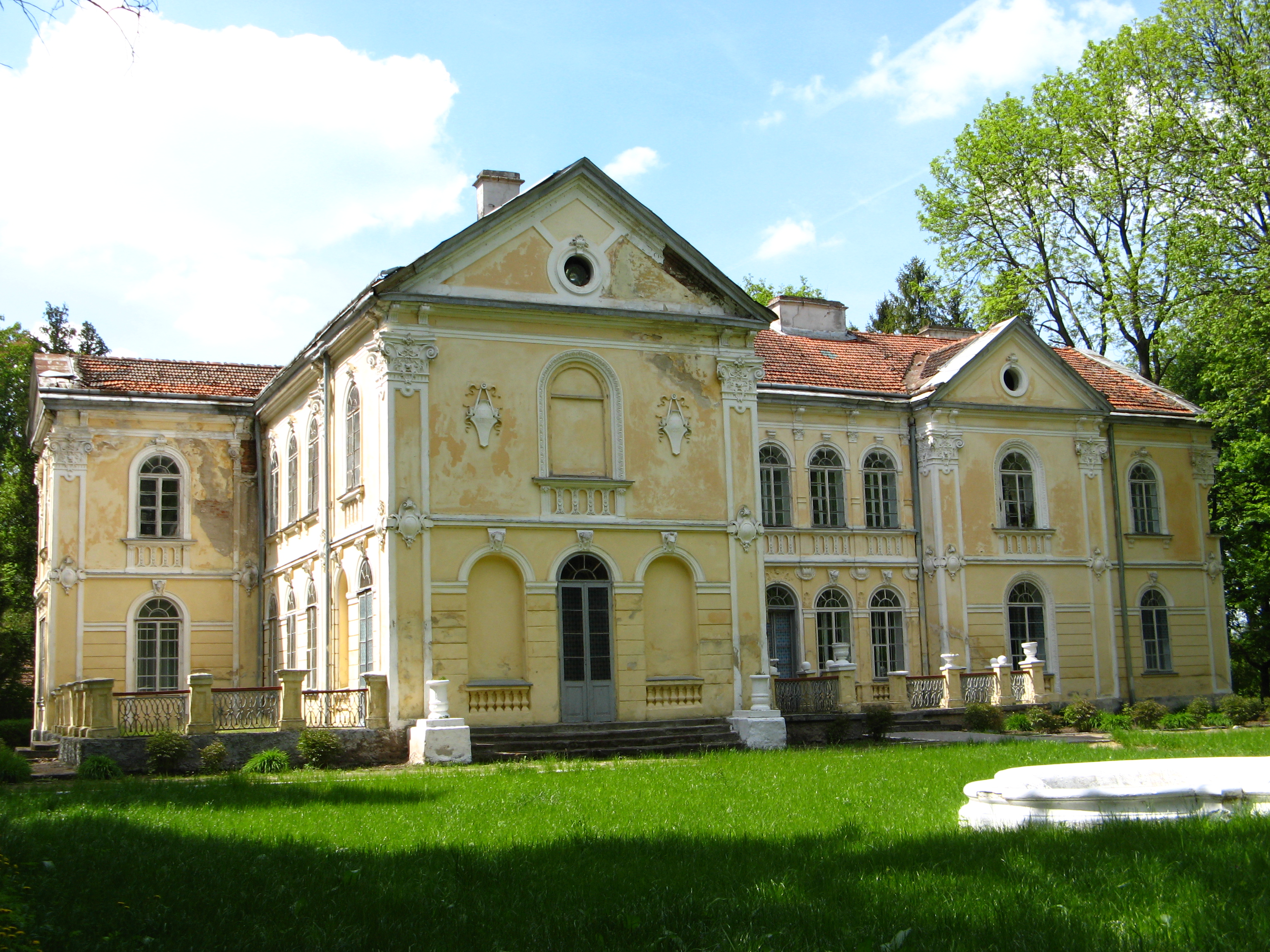

維什尼亞（烏克蘭語：Вишня），是烏克蘭的村落，隸屬利沃夫州桑比爾區魯德基市鎮，始建於1438年，面積4.29平方公里，海拔高度264米，2001年人口1,819，人口密度每平方公里424.01人。

## 地理
維什尼亞河流經該村。